# جونگ‌آنگ ایلبو
جونگ‌آنگ (انگلیسی: JoongAng Ilbo) شرکت انتشارات کره‌ای است، که در سال ۱۹۶۵ توسط لی بیونگ-چول تأسیس شد.